# Pro Cantione Antiqua
Pro Cantione Antiqua és un grup britànic fundat en la dècada de 1960 a Londres. Està especialitzat en música medieval i renaixentista. Inicialment va estar format per Mark Brown (director i productor), James Griffett (tenor) i Paul Esswood (contratenor).
Des dels primers temps van estar en estret contacte amb el director i musicòleg Bruno Turner. Probablement va ser el grup britànic més important de cor a cappella en el camp de la música antiga fins a l'aparició de The Tallis Scholars. Encara que en principi està integrat només per veus masculines, a vegades han incorporat també veus femenines segon determinats repertoris.

## Discografia
La discografia de Pro Cantione Antiqua és complexa, ja que els seus discos s'han reeditat diverses vegades, tant en disc de vinil com en CD, i en companyies discogràfiques diferents de les quals els van editar originalment. A més les reedicions, algunes vegades són parcials o estan acoblades dins d'altres discos.
En la següent llista, els enregistraments s'han ordenat per la data de la primera edició, però s'han posat les reedicions més modernes que es poden trobar actualment al mercat en CD. Alguns discos es troben descatalogats de forma individual, però es poden trobar en caixes de CD, agrupats amb altres discos, per la qual cosa s'ha inclòs al final una secció de "recopilacions". En els casos en els quals no existeixi edició en CD, s'informa de la corresponent edició en vinil.
- ???? - The Edwardian Gentleman's Songbook. Regis RRC1083
- ???? - A Victorian Gentleman's Songbook. Regis RRC1023
- ???? - Purcell In the Ale House. English Part Songs & Lute Songs. Teldec, Apex
- 1972 - Thomas Tallis: The lamentations of Jeremiah / William Byrd: Mass for three voices. Archiv: 437 077-2
- 1973 - Purcell in the Court and Tavern. Ars Musici 1141
- 1973 - Josquin Des Prez - Motets. Deutsche Harmonia mundi (BMG) 82876 69993-2.Dades a medieval.org - (anglès)
- 1973 - Johannes Ockeghem: Missa "Ecce Ancilla Domini". Deutsche Harmonia Mundi (Sony) 82876 6999 1 2.Dades a medieval.org - (anglès)
- 1973 - Cakes and Ale - Catches and Partsong. Harmonia Mundi 1C065-99611 (LP)
- 1973 - Ockeghem: Missa pro defunctis / Josquin Desprez - Déploration sur la mort d'Ockeghem.Dades a medieval.org - (anglès). Edició en CD en la recopilació The flowering of Renaissance choral music.
- 1974 - Biber: Missa Salisburgensis. Deutsche Harmonia Mundi 82876 70810.Dades a medieval.org - (anglès)
- 1974 - Dunstable und seine Zeit: Dunstable - Power - Cooke - Damett. Deutsche Harmonia mundi (BMG) GD 77 225.Dades a medieval.org - (anglès)
- 1974 - Dufay, Dunstable: Motets.Dades a medieval.org - (anglès). Edició en CD en la recopilació The flowering of Renaissance choral music.
- 1974 - Lassus: Requiem, Motets. Deutsche Harmonia Mundi 60153.Dades a medieval.org - (anglès)
- 1975 - Lassus: Missa Puisque j'ai perdu, Musica Dei Donum, Lauda Sion salvatorum. Deutsche Harmonia Mundi 77083
- 1975 - Christmas Carols & Hymns of the XVth Century - Weihnachtsgesänge donis XV. Jahrunderts. Deutsche Harmonia mundi (BMG) "Editio Classica" 05472 77 466 2.Dades a medieval.org - (anglès)
- 1975 - Cristóbal de Morales: Magnificat - Motets.Dades a medieval.org - (anglès). Edició en CD en la recopilació The flowering of Renaissance choral music.
- 1975 - Palestrina: Missa Aeterna Christi munera.Dades a medieval.org - (anglès). Edició en CD en la recopilació The flowering of Renaissance choral music.
- 1975 - Lasso: Busspsalmen. Motetten.Dades a medieval.org - (anglès). Edició en CD en la recopilació The flowering of Renaissance choral music.
- 1975 - Love, lust and piety. Music of the English court from King Henry V to VIII. Pro Cantione Antiqua juntament amb Early Music Consort of London.Dades a medieval.org - (anglès). Edició en CD en la recopilació Adieu Madame. Musik an englichen Hof.
- 1976 - Motets / Motetten: Gombert - Willaert - Clemens senar Papa/Papa - Cipriano de Rore - Jacobus Handl - Philippe de Muntanya.Dades a medieval.org - (anglès). Edició en CD en la recopilació The flowering of Renaissance choral music.
- 1976 - Gombert - Josquin - Vinders.Dades a medieval.org - (anglès). Edició en CD en la recopilació The flowering of Renaissance choral music.
- 1977 - The Triumphs of Oriana: Madrigals. Archiv Collectio Argentea 437 076.Dades a medieval.org - (anglès)
- 1978 - Antoine Busnois: Missa "L'Homme armé" & Gilles Binchois: Motetten - Motets.Dades a medieval.org - (anglès). Edició en CD en la recopilació The flowering of Renaissance choral music.
- 1978 - Jacob Obrecht - Pierre de la Rue. Motetten - Motets.Dades a medieval.org - (anglès). Edició en CD en la recopilació The flowering of Renaissance choral music.
- 1978 - Isaac - Brumel - Mouton - Compère. Motetten - Motets.Dades a medieval.org - (anglès). Edició en CD en la recopilació The flowering of Renaissance choral music.
- 1978 - El Segle d'Or. Spanish Sacred Music of the Renaissance. Teldec (Das Alte Werk) 46003 (2 CD).Dades a medieval.org - (anglès)
- 1978 - Victòria: Tenebrae Responsories. Deutsche Harmonia Mundi 77056.Dades a medieval.org - (anglès)
- 1978 - The Oxford Anthology of Music - Medieval Music - Ars Antiqua Polyphony. Oxford University Press OUP 164 (LP).Dades a medieval.org - (anglès)
- 1978 - The Oxford Anthology of Music - Medieval Music - Sacred Monophony, The Play of Herod. Oxford University Press OUP 161 (LP).Dades a medieval.org - (anglès)
- 1979 - Adieu Madame. Songs for the Tudor Kings.Dades a medieval.org - (anglès). Edició en CD en la recopilació Adieu Madame Musik an englichen Hof.
- 1979 - The Play of Daniel. Pro Cantione Antiqua juntament amb The Landini Consort. Decca "Serenata" 433 731-2.Dades a medieval.org - (anglès)
- 1979 - Missa Tournai - Missa Barcelona. Deutsche Harmonia mundi (BMG) GD 77195.Dades a medieval.org - (anglès)
- 1979 - Schutz: Sacred Music. Regis Records REGS 1168 (Schutz: 11 Motets)
- 1978 - Ars Britannica. Old Hall Manuscript, Madrigals, Lute Songs. Teldec (Das Alte Werk) 46004 (2 CD).Dades a medieval.org - (anglès)
- 1981 - Lassus: Music for Holy Week and Easter Sunday. Requiem in four parts. Hyperion 66321/2 (2 CD).Dades a medieval.org - (anglès)
- 1981 - Veus Angelicae. Portuguese Renaissance Church Music. Teldec (Das Alte Werk) 93690 (3 CD)
- 1983 - The Passion according to St. Luke. Anonymous, 15th-century England. Musical Heritage Society MHS 4696M (LP).Dades a medieval.org - (anglès)
- 1985 - A Gentill Jhesu. Music from the Fayrfax Ms. and Henry VIII's Book.Dades a medieval.org - (anglès). Edició en CD en la recopilació Tears & Lamentations.
- 1986 - A Medieval Christmas. Innovative Music Productions-PCD 844.Dades a medieval.org - (anglès)
- 1988 - Palestrina: Missa Papae Marcelli. Stabat Mater. Edició en CD en la recopilació Palestrina: Masses / Messen.
- 1988 - Palestrina: Lamentations of Jeremiah the Prophet. Edició en CD en la recopilació Palestrina: Masses / Messen.
- 1990 - Palestrina: Missa L'Homme Vaig armar (5vv) - Missa Assumpta est Maria. Edició en CD en la recopilació Palestrina: Masses / Messen.
- 1990 - Gregorian: Advent And Christmas. Cala Records CACD88007. També editat en "Brillian 99092" amb el títol: Musica Gregoriana: Noel.
- 1990 - Gregorian: Lent and Easter. Cala Records CACD88022
- 1991 - Peñalosa: The Complete Motets. Hyperion 66574.Dades a medieval.org - (anglès)
- 1991 - Palestrina: Missa Brevis. Missa Laude Sion. Motets. Edició en CD en la recopilació Palestrina: Masses / Messen.
- 1992 - Palestrina: Aeterna Christi Munera. Missa L'Homme Vaig armar (4vv). Edició en CD en la recopilació Palestrina: Masses / Messen.
- 1994 - Music of the Portuguese Renaissance: Motets by Morago and Melgás. Hyperion UK 66715
- 1994 - Byrd: Mass for four voices. 4 Motets. Taverner: Sacred Music. ASV Quicksilva 6132.Dades a medieval.org - (anglès)
- 1994 - Palestrina: Canticum Canticorum Salomonis. The Song of Songs. Hyperion 66733
- 1995 - Pietro Allori: Sacred Polyphonic Works. Abans Concerto BM-CD 951036.
- 1996 - Rossi: The Songs of Solomon. Carlton Classics 6600452.

### Recopilacions
- 1990 - Adieu Madame Musik an englichen Hof (Music at the English Court (ca. 1415-1530)). Deutsche Harmonia Mundi GD 77 178.Dades a medieval.org - (anglès). Conté els següents enregistraments: 
  - 1975 - Love, lust and piety
  - 1979 - Adieu Madame
- 1995 - The flowering of Renaissance choral music. Archiv 445 667-2 (7 CD).Dades a medieval.org - (anglès). Conté els següents enregistraments: 
  - 1973 - Ockeghem: Missa pro defunctis / Josquin Desprez - Déploration sur la mort d'Ockeghem
  - 1974 - Dufay, Dunstable: Motets
  - 1975 - Cristóbal de Morales: Magnificat - Motets
  - 1975 - Palestrina: Missa Aeterna Christi munera
  - 1975 - Lasso: Busspsalmen. Motetten
  - 1976 - Motets / Motetten: Gombert - Willaert - Clemens senar Papa/Papa - Cipriano de Rore - Jacobus Handl - Philippe de Muntanya
  - 1976 - Gombert - Josquin - Vinders
  - 1978 - Antoine Busnois: Missa "L'Homme vaig armar" & Gilles Binchois: Motetten - Motets
  - 1978 - Jacob Obrecht - Pierre de la Rue. Motetten - Motets
  - 1978 - Isaac - Brumel - Mouton - Compère. Motetten - Motets
- 1995/2006 - Tears & Lamentations. AS&V "Quicksilva". CDQS 6151, Regis RRC 1259.Dades a medieval.org - (anglès). Conté els següents enregistraments: 
  - 1985 - A Gentill Jhesu
  - Dues obres de Robert Whyte noves.
- 2001 - Palestrina: Masses / Messen. Brilliant 99711 (5 CD). Conté els següents enregistraments: 
  - 1988 - Palestrina: Missa Papae Marcelli. Stabat Mater.
  - 1988 - Palestrina: Lamentations of Jeremiah the Prophet.
  - 1990 - Palestrina: Missa L'Homme Vaig armar (5vv) - Missa Assumpta est Maria
  - 1991 - Palestrina: Missa Brevis. Missa Laude Sion. Motets.
  - 1992 - Palestrina: Aeterna Christi Munera. Missa L'Homme Armé (4vv).